# Omrop Fryslân
Omrop Fryslân és la cadena de televisió i l'emissora de ràdio públiques de Frísia. La major part de la programació és en frisó occidental, però també s'hi escolten el neerlandès i el baix saxó. Forma part de la Radiodifusió Pública Neerlandesa.

## Emissions
La primera emissió de la cadena va ser el 4 de febrer de 1994. El butlletí de notícies regional, anomenat Fryslân Hjoed (Frísia avui) s'emet diàriament a les 18:00.
Com que el frisó occidental és una llengua oficial als Països Baixos i el govern central té l'encàrrec de promoure l'ús de la llengua frisona als mitjans de comunicació, Omrop Fryslân també emet a la televisió pública nacional durant 36 hores l'any. D'aquestes 36 hores, quinze s'assignen per a televisió escolar en la llengua (Fryske skoalletelefyzje). La resta del temps d'emissió s'utilitza principalment per als documentals, subtitulats en neerlandès, a la cadena NPO 2.
L'emissora de ràdio emet a través d'ones FM (canals 92.2 i 92.5), cable i Digitenne a la província, i en gran part d'Europa a través del satèl·lit Astra (23.5°E). Des del 2015, Omrop Fryslân es pot rebre a gran part del nord i centre dels Països Baixos, així com a la regió fronterera d'Alemanya, a través de DAB+.